# Główna (Pobiedziska)
Główna ist ein Dorf der Gemeinde Pobiedziska im Powiat Poznański in der Woiwodschaft Großpolen im westlichen Zentral-Polen mit einem Schulzenamt. Der Ort befindet sich etwa 2 km nördlich von Pobiedziska und 26 km nordöstlich der Landeshauptstadt Poznań.

## Geschichte
Der Ort gehörte nach der Zweiten Teilung Polens 1793 zum Kreis Schroda und ab 4. Januar 1900 zum Kreis Posen-Ost. Der Name wurde in diesem Jahr von Gluwno in Glowno bei Pudewitz geändert.
Das Gemeindelexikon für das Königreich Preußsen von 1905 gibt für den Ort unter dem Namen Glowno bei Pudewitz 15 bewohnte Häuser auf 301,6 ha Fläche an. Die 153 Bewohner setzten sich zusammen aus 74 deutschsprechenden und neun polnischsprechenden Protestanten sowie 70 Katholiken, darunter einer mit deutscher Muttersprache, 67 mit polnischer und zwei mit Deutsch und einer weiteren. Sie verteilten sich auf 29 Mehrpersonenhaushalte. Die evangelische Gemeinde gehörte zum Kirchspiel Pudewitz, die katholische zum Kirchspiel Pudewitz. Für den 1. Januar 1908 wird angegeben, dass der Ort Teil des Polizeidistriktes Pudewitz war. Am 1. Dezember 1910 hatte der Ort 157 Einwohner.
In den Jahren 1975 bis 1998 gehörte der Ort zur Woiwodschaft Posen. Zum Schulzenamt gehört auch der Ort Główienka.